# Редакционные комиссии
Редакционные комиссии образованы в марте 1859 года для составления проекта Крестьянской реформы в России. Предполагалось образовать две комиссии, однако создана была одна, сохранившая наименование во множественном числе.

## Состав
Председатель — Я. И. Ростовцев, с февраля 1860 — В. Н. Панин. Состояла из 31 человека — чиновников различных ведомств (Н. А. Милютин, Я. А. Соловьев, Н. П. Семенов и др.) и членов-экспертов — представителей поместного дворянства (князь В. А. Черкасский, Ю. Ф. Самарин, П. П. Семенов и др.).

## Задачи
Деятельность Редакционной комиссии прошла три этапа:
1. март — октябрь 1859 года — изучение проектов большинства губернских комитетов и составление вчерне проекта реформы;
2. ноябрь 1859 — май 1860 — исправление проекта согласно замечаниям, сделанным дворянскими депутатами, и рассмотрение материалов остальных губернских комитетов;
3. июль — октябрь 1860 — окончательное завершение проекта реформы.

Проект обсуждался депутатами дворянских губернских комитетов и вызвал их недовольство. Окончательный проект реформы претерпел серьёзные изменения в сторону ущемления крестьянских интересов. 10 октября 1860 комиссия закончила работу.